# Наш бренд — кризис
«Наш бренд — кризис» (англ. Our Brand Is Crisis) — кинофильм режиссёра Дэвида Гордона Грина, вышедший на экраны в 2015 году. Лента вдохновлена одноимённым документальным фильмом Рейчел Бойнтон, рассказывающим о президентских выборах в Боливии в 2002 году.

## Сюжет
Джейн Бодин — известный политтехнолог, уже несколько лет как отошедшая от дел после скандала в ходе одной из избирательных кампаний. Однажды к ней приезжают члены штаба одного из кандидатов в президенты Боливии и предлагают присоединиться к ним. Поначалу Джейн отказывается, однако узнав о том, что на конкурентов работает её заклятый враг Пэт Кэнди, соглашается. Прибыв в Латинскую Америку, Джейн знакомится со своим работодателем — самоуверенным и заносчивым Педро Кастильо, популярность которого в простом народе очень низка. Чтобы решить поставленную задачу, Джейн предлагает сделать основным лозунгом избирательной кампании борьбу с социально-экономическим кризисом…

## В ролях
- Сандра Буллок — Джейн Бодин
- Билли Боб Торнтон — Пэт Кэнди
- Энтони Маки — Бен
- Жоаким ди Алмейда — Педро Кастильо
- Энн Дауд — Нелл
- Скут Макнейри — Ричард Бакли
- Зои Казан — Лебланк
- Доминик Флорес — Хуго
- Рейнальдо Пачеко — Эдди
- Луис Арселла — Ривера